# Sant Serni (Gavet de la Conca)
Sant Serni és un poble integrat al municipi de Gavet de la Conca, de la comarca del Pallars Jussà. Fou el cap del municipi, desaparegut el 1970, de Sant Serni, que s'integrà al de Gavet de la Conca. «Sant Serni» és la forma popular, comuna almenys a tota la zona pirinenca i prepirinenca, de «Sant Sadurní», que és el patró de la parròquia d'aquest poble. Així doncs, és el sant mateix qui dona nom al poble.
En la proposta derivada de l'«Informe Roca», la part de l'antic terme de Sant Serni, que comprèn els pobles de Fontsagrada, Gavet i Sant Serni havia de passar a integrar el terme municipal de Tremp, desapareixent el de Gavet de la Conca. La resta de municipi quedava també distribuïda entre altres municipis: Aransís i tot l'antic terme de Sant Salvador de Toló passava a integrar el terme d'Isona i Conca Dellà, el qual, però, havia de passar a denominar-se Isona i Conca d'Orcau, juntament amb els Obacs de Llimiana, i la Vall de Barcedana, amb Sant Cristòfol de la Vall, Sant Martí de Barcedana i Sant Miquel de la Vall havien d'entrar a formar part d'un municipi de nova creació: el de Montsec, juntament amb Castell de Mur, Llimiana i Sant Esteve de la Sarga.

## Història
Sant Serni, a redós del Serrat de la Pleta i ran del barranc de Sant Serni, és un poble de 33 habitants a 667 m. alt. El 1981 hi ha censats 48 habitants, però mai no ha estat un poble gaire més gran. En el Fogatge del 1553 hi consten 10 focs
(una cinquantena d'habitants). Havia estat lloc reial, dins del terme de la vila de Llimiana, i al segle xix, en el moment de l'extinció dels senyorius, pertanyia al Marquès de Llo.
En el Diccionario geográfico... de Pascual Madoz, el geògraf diu, a propòsit de Samt Serni, que el poble és a la costa d'una muntanya que baixa cap a la Noguera Pallaresa; està bastant ventilat, i el clima fred produeix intermitents i refredats. Té 35 cases petites, baixes i de mala distribució interior; els carrers són plans i irregulars, però empedrats. Diu que el terme de Sant Serni està unit a tots els efectes amb el de Llimiana, menys per a l'exercici de la jurisdicció. Pertanyen a aquest poble el Manso de Coll i un caseriu de 2 cases denominat Terrassa. Finalment, esmenta que hi ha 18 veïns (caps de família) i 109 ànimes (habitants).

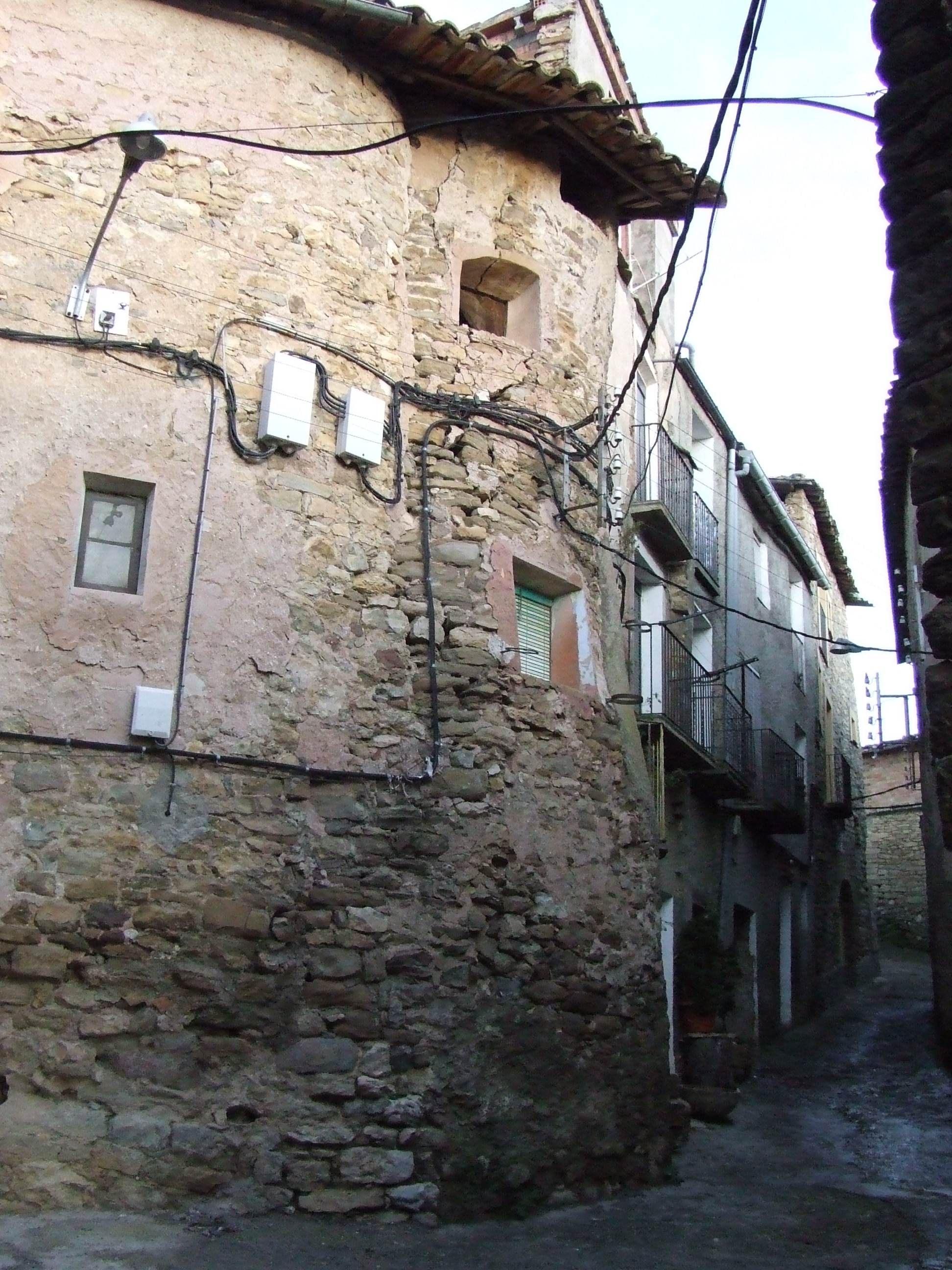
Torre del recinte murat del poble

A la Geografia de Carreras Candi, redactada cap al 1900, Sant Serni hi consta amb 77 edificis i 143 habitants. El 1359 tenia 8 focs (uns 40 habitants), dins de la Vegueria de Pallars.

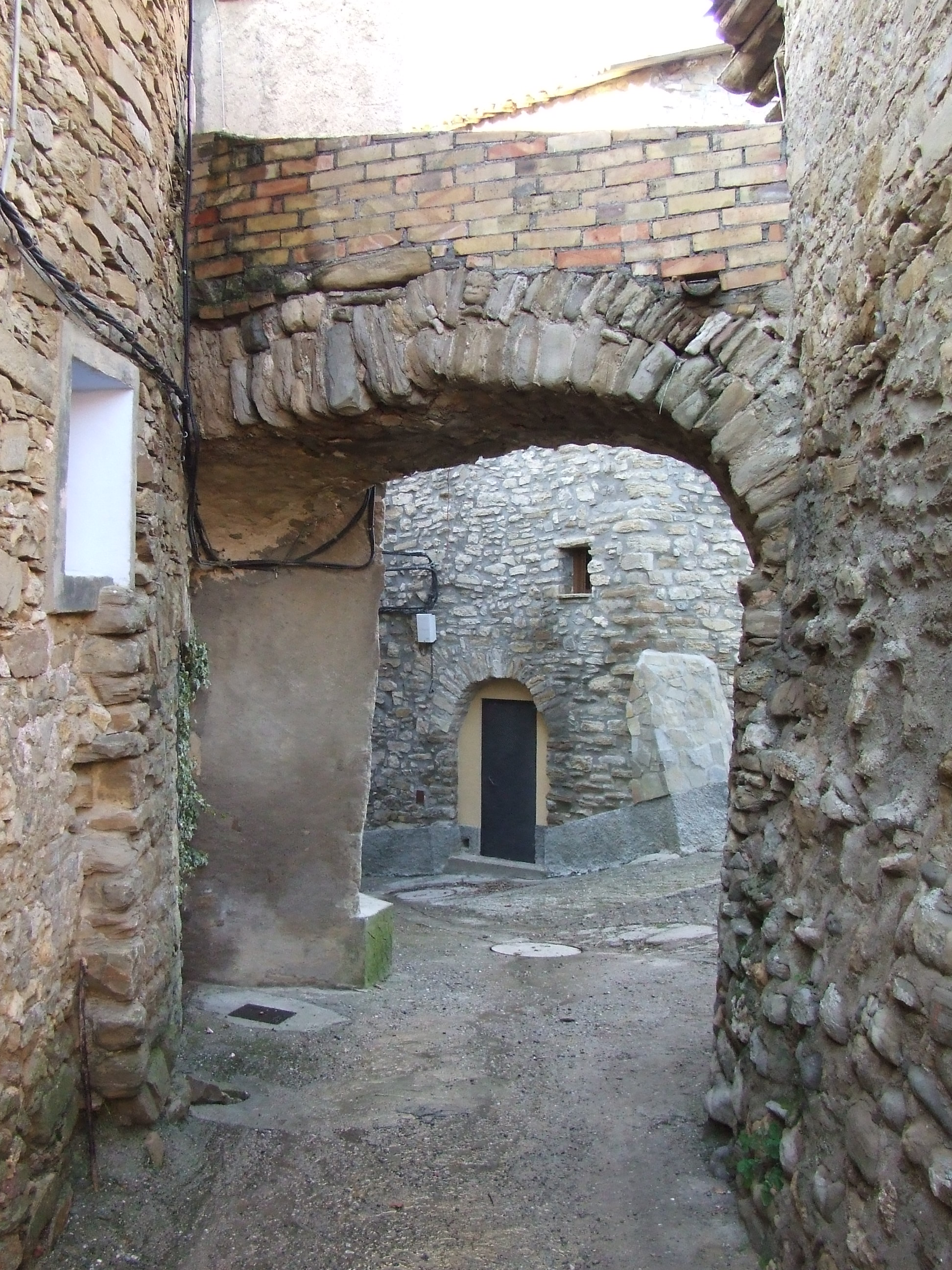
Portal sud del poble clos

Tot i la migradesa de la població, fou cap de districte municipal fins al 1970, quan va ser annexat a Gavet de la Conca.
El poble de Sant Serni fou un poble clos. Tot i que no en conserva l'estructura sencera, sí que presenta prou elements per a identificar-lo com a tal, com carrers llargs sense travessies, cases formant la murada, restes de torres i portals, etcètera.
La seva església parroquial és dedicada a Sant Sadurní, popularment Sant Serni, que, tot i tenir un indubtable origen medieval, no conserva res de la fàbrica original romànica. Tot i tenir encara la categoria de parròquia, Sant Serni no té actualment rector propi. L'església és menada pels rectors in solidum de Gavet, residents tots dos a la rectoria de Tremp.
Havia tingut escola municipal de nois, més tard ampliada a noies, i suprimida en les agrupacions escolars de darreries del segle xx. Actualment els escolars van a Tremp.

## Festes i tradicions
Se celebra la Festa Major de Sant Serni el darrer diumenge de maig. A part, s'hi ha celebrat fins fa ben pocs anys una processó de Corpus, anticipada a la setmana anterior a aquesta fetivitat.
També se celebrava la festa patronal de Sant Sadurní, el 29 de novembre, amb missa i cantada dels goigs del sant.
Dos aplecs excel·lien a Sant Serni. Un d'ells, a l'ermita de la Mare de Déu de Pont d'Orís on, segons la tradició, un bou feu descobrir al pastor una imatge de la Mare de Déu, cosa que va fer que construïssin el santuari en aquell indret. Segons la mateixa tradició, a més, el Noguera Pallaresa apartà el seu curs més cap a ponent, perquè s'hi bastís la capella. L'ermita, romànica, fou destruïda en construir-se la central elèctrica de Gavet.
| «              | Se apartà lo riu Noguera, calma son orgull i fúria, respecte de Vós venera deixar esta planúria. Vostra imatge meresquérem per consol i alegria, en eix temple que vos férem per record de tanta ditxa. Tan gran prenda venerar per miracle encontrada: Oïu-nos, Verge Divina, de Pont Durís anomenada. | » |
| — Goig popular | |   |

L'altre aplec era a la mateixa parròquia, amb missa i cantada de goigs, el dilluns de Pentecosta.
No podem tancar aquesta secció sense esmentar un dels fills de Sant Serni que han estat més coneguts a la comarca: Bonaventura Solans i Vila, nat a Sant Serni el 1907, acordionista autodidacta que portà la joia del ball a centenars de festes de tots els pobles pallaresos i d'algunes de les comarques de l'entorn.

## Serveis turístics
No hi ha cap mena de servei turístic a Sant Serni. Dins del mateix terme, només n'hi ha a Sant Martí de Barcedana, on hi ha dues cases d'allotjament rural. Ara bé, tant Vilamitjana com Tremp, que sí que disposen de serveis turístics, són molt propers.

## Comunicacions
Sant Serni està comunicada amb la C-1412b prop de Vilamitjana per la carretera LV-9123 (C1412b, a Tremp - Sant Serni), que en 7 quilòmetres mena a Sant Serni passant abans per Fontsagrada i Gavet. A part d'aquesta carretera, algunes pistes rurals no sempre en bon estat relliguen Sant Serni amb Aransís i amb els Masos de Llimiana. No hi ha cap mena de transport públic, a Sant Serni. Només el transport escolar, per dur els nois i noies a l'escola a Tremp, organitzat pel Consell Escolar del Pallars Jussà.